# Motu Nui
Motu Nui es el mayor de los tres islotes al extremo suroeste de la Isla de Pascua, es el lugar más occidental de Chile. Los tres islotes tienen aves marinas, pero Motu Nui es un lugar esencial para el Taŋata Manu ("Hombre pájaro") que era el culto de la religión de la isla entre la época de los moai y los cristianos (la isla se convirtió al catolicismo en la década de 1860). Motu Nui es la cumbre de una montaña volcánica de gran tamaño que se eleva a más de 2000 m desde el fondo del mar. La medida de áreas en hectáreas es:
- Motu Nui: 3,9
- Motu Iti: 1,6
- Motu Kao Kao: 0,1

El ritual era una competencia para recoger el primer huevo del Manu tara. Esto tuvo lugar a partir de Motu Nui donde la Hopu manu (representantes de cada clan) esperó a que el Sterna fuscata (manu tara) pusiera sus primeros huevos de la temporada. El Hopu manu que tomara el primer huevo se apresuraba a nadar de regreso a Isla de Pascua, subiendo los acantilados del Rano Kau hasta el centro ceremonial de Orongo y presentara el huevo a su patrocinador en frente de los jueces de Orongo. Esto le daba a su patrocinador el título de Tangata Manu y gran poder en la isla durante un año. Muchos hopu manu murieron por tiburones o por caídas. El clan ganador tenía ciertos derechos incluyendo la recogida de los huevos y las aves jóvenes de los islotes.
Motu significa isla en idioma rapanui, y hay dos motus pequeños más ubicados en las inmediaciones: Motu Kao Kao (una piedra sobresalida, elevada a 20 metros (65 pies) sobre el nivel del mar) y Motu Iti (cerca de Motu Nui).
Motu Nui fue científicamente investigada por la expedición de Katherine Routledge en 1914, quien informó de que otras seis variedades de aves marinas que anidan allí, además de la Sterna fuscata. Se exploraron dos cuevas en Motu Nui, en una de las cuales el Hopu manu se quedaba a la espera para el primer huevo de la temporada, y el otro utiliza para contener Titahanga-o-te-Henua (La frontera de la Tierra), un pequeño moai que ya se habían adoptado para el Museo de Pitt Rivers en Oxford, Inglaterra.
Aunque los rituales del culto Taŋata Manuhace ya tiempo que se suprimieron (la última competencia se realizó en 1866), los visitantes actuales a Rapa Nui a menudo disfrutan de la naturaleza de los Motu a través de excursiones en barco pequeño de Hanga Roa, la única ciudad de la isla. 